# Onthophilus
Onthophilus — род жесткокрылых семейства карапузиков. 

## Описание
Тело округлое, выпуклое, имеет чёрный окрас. Переднеспинка и надкрылья несут продольные кили.

## Палеонтология
Древнейшие находки рода происходят из мелового бирманского янтаря. В ископаемом состоянии известен также из палеогеновых отложений Франции.

## Экология
Жуки живут под гниющими растениями, в норах.

## Виды
Некоторые виды рода:
- Onthophilus affinis L.Redtenbacher, 1849
- Onthophilus australis Helava & Howden, 1977
- Onthophilus globulosus (Olivier, 1789)
- Onthophilus punctatus (O.F.Müller, 1776)
- Onthophilus striatus (Forster, 1771)